# Neotherina noxiosa
Neotherina noxiosa är en fjärilsart som beskrevs av Paul Dognin 1917. Neotherina noxiosa ingår i släktet Neotherina och familjen mätare. Inga underarter finns listade i Catalogue of Life.